# بيتر تشونغ (لاعب كاراتيه)
بيتر تشونغ (بالإنجليزية: Peter Chong)‏ هو لاعب كاراتيه سنغافوري، ولد في 1941 في سنغافورة.